# 杨不悔
杨不悔是金庸小说《倚天屠龍記》中的人物。杨不悔是杨逍和纪晓芙之女。當初因纪曉芙失身於楊逍而生下她，但紀曉芙對英俊瀟灑的楊逍也有情意，故取名「不悔」，表示不後悔這段關係。

## 生平
紀曉芙隱瞞師門在甘州暗地裡生下楊不悔，紀曉芙委託別人照顧她，直到不悔大約五歲時，紀曉芙離開峨嵋後才開始親自撫養。童年時的杨不悔天真活潑，甚是可愛。在蝴蝶谷與張無忌情同兄妹，以「不悔妹妹」和「無忌哥哥」相稱。
不幸的是因為滅絕師太杀死纪晓芙而幼年喪母。纪晓芙臨死前託張無忌送不悔到楊逍身邊。因此與張無忌有一段冒險犯難、互相扶持的過去。 
父女倆人因纪晓芙的死而互相珍惜、相依為命。不悔也因此對滅絕師太十分仇恨，寧願承認自己是明教弟子而拒與峨嵋派有任何瓜葛，甚至懷疑任何潛在的敵人。即使不悔仍然心地善良，但她卻養成了獨斷獨行的個性，認為於保護自己和親朋好友必須對人心硬，絕不能允許自己像母親一樣軟心腸。她只信自己、父親和張無忌。 
直到十七歲，不悔已是俏麗少女，與其亡母有些相似。 
她的武功是其父所授，能使劍術，雖未達能與人對戰的程度但足以自保。
因為不悔自己的疑心以及父親發現婢女小昭暗地裡懷有武功，對她處處刁難，父女兩人用明教的玄鐵銬鐐將她銬住。不悔怕小昭對父親和自己不利，找機會想先下手為強殺她。後來不悔見小昭待自己一向視為兄長的張無忌很好，不悔便信任小昭。
光明頂一戰，曾與紀曉芙有婚約的殷梨亭欲殺情敵楊逍，楊不悔挺身而出為父親辯護，當眾把母親死亡的真相告訴殷梨亭，想借他的手殺死滅絕師太，也告訴他誰才是她母親的摯愛。不料殷梨亭聽後大受打擊，情緒低落失去戰意。
後來失意的殷梨亭未與眾人一同離開光明頂，獨自下山時遭五名西域少林金剛門高手打到幾乎癱瘓，杨不悔為贖母悔婚之過便親自服侍他。不悔最後因殷梨亭對自己亡母之痴情所感動，對他由憐生愛，嫁給了他。
不悔婚後幸福，後來懷有一胎。

## 世系图
|  |  |  |  | 杨逍 | 杨逍 | 杨逍 | 杨逍 | 杨逍   | 杨逍   |        |        | 紀曉芙 | 紀曉芙 | 紀曉芙 | 紀曉芙 | 紀曉芙 | 紀曉芙 |        |        |        |        |  |  |
|  |  |  |  | 杨逍 | 杨逍 | 杨逍 | 杨逍 | 杨逍   | 杨逍   |        |        | 紀曉芙 | 紀曉芙 | 紀曉芙 | 紀曉芙 | 紀曉芙 | 紀曉芙 |        |        |        |        |  |  |
|  |  |  |  |      |      |      |      |        |        |        |        |        |        |        |        |        |        |        |        |        |        |  |  |
|  |  |  |  |      |      |      |      | 杨不悔 | 杨不悔 | 杨不悔 | 杨不悔 | 杨不悔 | 杨不悔 |        |        | 殷梨亭 | 殷梨亭 | 殷梨亭 | 殷梨亭 | 殷梨亭 | 殷梨亭 |  |  |
|  |  |  |  |      |      |      |      | 杨不悔 | 杨不悔 | 杨不悔 | 杨不悔 | 杨不悔 | 杨不悔 |        |        | 殷梨亭 | 殷梨亭 | 殷梨亭 | 殷梨亭 | 殷梨亭 | 殷梨亭 |  |  |

## 影视形象

### 劇集
- 楊盼盼：香港無綫電視《倚天屠龍記》（1978年）
- 謝宜純：台灣台視《倚天屠龍記》（1984年）
- 吳茜薇：香港無綫電視《倚天屠龍記》（1986年）
- 潘儀君：台灣台視《倚天屠龍記》（1994年）
- 滕麗名：香港無綫電視《倚天屠龍記》（2001年）
- 鮑逸琳：中國亞環影音《倚天屠龍記》（2003年）
- 路晨：中國華誼兄弟、華夏視聽聯合出品《倚天屠龍記》（2009年）
- 孫安可：中國華夏視聽、企鵝影視聯合出品《倚天屠龍記》（2019年）

### 電影
- 呂悅萍：《倚天屠龍記》（1965年）（第二集），香港粵語長片，峨嵋電影公司
- 陳嘉儀：《倚天屠龍記》及《倚天屠龍記大結局》（1978年）、《魔劍屠龍》（1984年），邵氏公司